# George Chicoti

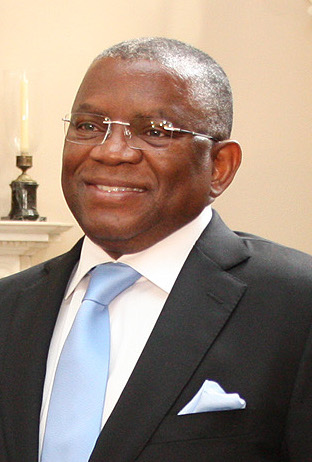
Georges Chicoti (2012)

Georges Rebelo Chicoti (* 16. Juni 1955 in Dondi, Provinz Huambo) ist ein angolanischer Politiker und war zwischen 2010 und 2017 Minister für auswärtige Angelegenheiten von Angola.

## Werdegang
George Chicoti verbrachte den Großteil seiner Kindheit in Sambia und kam erst 1975 nach Angola. Er wurde bald ein Vertrauter von UNITA-Führer Jonas Savimbi. In den 1980er Jahren gehörte er zu den ersten Kadermitgliedern der UNITA, die in die Elfenbeinküste entsandt wurden, um zu studieren. In Abidjan hob sich George Chikoti als politischer Aktivist hervor und war Teil einer starken Lobby, die die UNITA in Westafrika hatte. Er bereiste dadurch mehrere frankophone Länder. Später ging er nach Frankreich um in Paris Stadtplanung und Stadtentwicklung zu studieren.
Sein Verhältnis zur UNITA-Führung kühlte jedoch in dieser Zeit stark ab (man vermutete Intrigen seinerseits gegen die Führung) und ihm wurde befohlen nach Angola zurückzukehren. Chicoti widersetzte sich und ging stattdessen nach Kanada; er vermutete, dass dort der politische Einfluss der UNITA wesentlich geringer sei. Anschließend ging er nach Portugal, wo er das Fórum Democrático Angolano (deutsch: Angolanisches Demokratisches Forum) bildete, was viele Anhänger der UNITA anzog. Die Gruppierung wurde am 14. April 1992 in Angola offiziell legalisiert.
Das Demokratische Angolanische Forum nahm an den ersten Wahlen in Angola teil und gewann einen Abgeordnetensitz in der Nationalversammlung in Luanda. George Chikoti war inzwischen politisch zunehmend der MPLA näher gekommen und wurde später zum stellvertretenden Minister für auswärtige Angelegenheiten ernannt. Er verließ daraufhin die UNITA, um sich der MPLA anzuschließen, was viele UNITA-Mitglieder als Verrat betrachteten. Doch niemand zweifelt an seiner Kompetenz.
Am 12. Juli 2011 abends empfing Chicoti Bundeskanzlerin Angela Merkel auf dem Flughafen Luanda zum Auftakt ihres Kurzbesuchs in Angola.
Am 28. September 2017 wurde er nach dem Amtsantritt von Präsident von Angola João Lourenço von Manuel Domingos Augusto als Außenminister abgelöst. Er selbst wurde 2018 Botschafter in Belgien und zugleich in Personalunion als Botschafter in Luxemburg akkreditiert.
Seit 2020 ist er der Generalsekretär der AKP-Gruppe.

## Sonstiges
Er spricht fließend Englisch, Französisch, Portugiesisch und Umbundu und Bemba.